# Марко Мијаиловић
Марко Мијаиловић (Ужице, 14. август 1997) српски је фудбалер.

## Каријера
Мијаиловић је почео да тренира у пожешкој Слоги, а пре него што је приступио млађим категоријама Црвене звезде, краћи период провео је у Партизану. Првом тиму Црвене звезде прикључен је код тренера Ненада Лалатовића. Наступио је на пријатељској утакмици с Удинезеом, дана 15. новембра 2014, заменивши на терену Богдана Планића. Нешто касније, истог месеца, седео је на клупи за резервне фудбалере против ОФК Београда. У јануару 2015, медији су пренели да је Мијаиловић прослеђен Колубари, за коју није званично наступио. Током исте године одиграо је неколико пријатељских утакмица за Црвену звезду. Почетком 2016. уступљен је Бежанији, а позајмица је лета исте године продужена за још једну сезону. У међувремену се одазвао зимским припремама матичног клуба, али се није задржао у саставу за наставак сезоне. Лета 2017. Мијаиловић је потписао трогодишњи уговор с Радом који је наредне године раскинут. Још једну полусезону је, затим, одиграо у дресу Бежаније. Почетком 2019. потписао је за шабачку Мачву и ту се задржао до краја уговора, лета 2021. године. Као слободан играч је, недуго затим, потписао за Вождовац. После две сезоне и 65 званичних наступа, клуб је напустио током лета 2023. године. Почетком септембра 2023. потписао је уговор са Олимпијом из Љубљане. У фебруару наредне године потписао је за суботички Спартак.

## Репрезентација
Мијаиловић је наступао за млађу кадетску, а потом и кадетску репрезентацију Србије. Та селекција, под вођством Бранислава Николића, освојила је међународни турнир Рацкеве у августу 2013. Мијаиловић је за ту селекцију био стрелац у октобру исте године, против вршњака из Естоније. Наступао је и за екипу Србије у узрасту до 18 година старости и био стрелац на пријатељској утакмици с Румунијом. Потом је, следеће сезоне, дебитовао за омладински тим. Био је стрелац на квалификационој утакмици за Европско првенство, против Данске у марту 2016, док екипа Србије није успела да оствари пласман на завршни турнир. Током квалификационог циклуса претрпео је повреду скочног зглоба. Био је на списку екипе до 20 година, за коју је дебитовао у новембру 2016, против Црне Горе. Селектор Драган Стојковић позвао га је у састав сениорске репрезентације за пријатељску утакмицу са екипом Сједињених Америчких Држава у јануару 2023. Мијаиловић је тада дебитовао и на терену провео читав сусрет.

## Начин игре
Мијаиловић је на почецима бављења фудбалом играо у нападу, а у последњу линију повукао га је тренер Братислав Живковић. Ту се развијао се кроз млађе категорије Црвене звезде. Када је прикључен првом тиму, Мијаиловић је важио за физички доминантног десног бека офанзивних карактеристика ког одликује добар центаршут. Прве сениорске утакмице одиграо је на позајмици у саставу тадашњег прволигаша, Бежаније, где је добијао прилику на месту десног бека, али и штопера. Тренер Миодраг Божовић је почетком 2017. године проценио да Мијаиловић није довољно спреман за потребе Црвене звезде. Доласком у Рад, Мијаиловић је такође представљен као опција за обе позиције. У Мачви се усталио на месту штопера и већину суперлигашких и куп утакмица одиграо је на тој позицији. То је наставио да игра и у Вождовцу под вођством Предрага Рогана. Услед промене тренера и доласка Александра Линте на место шефа стручног штаба, поново се померио на место десног бочног играча. Играо је у системима са три и четири фудбалера у последњој линији.

## Приватно
Родом из Пожеге, Мијаиловић је одрастао у спортској породици. Његов отац Бобан играо је за локалну Слогу за коју је постигао преко 300 погодака и касније је предводио као тренер. Марков старији брат, Срђан, такође је професионални фудбалер.

## Статистика

### Клупска
Ажурирано 31. августа 2023.
|                      |          |                  |     |   |   |   |   |   |   |   |     |   |  |  |
| Црвена звезда        | 2014/15. | Суперлига Србије | 0   | 0 | 0 | 0 | — | — | — | — | 0   | 0 |  |  |
| Црвена звезда        | 2015/16. | Суперлига Србије | 0   | 0 | 0 | 0 | 0 | 0 | — | — | 0   | 0 |  |  |
| Црвена звезда        | Укупно   | Укупно           | 0   | 0 | 0 | 0 | 0 | 0 | — | — | 0   | 0 |  |  |
|                      |          |                  |     |   |   |   |   |   |   |   |     |   |  |  |
| Бежанија (позајмица) | 2015/16. | Прва лига Србије | 9   | 1 | — | — | — | — | — | — | 9   | 1 |  |  |
| Бежанија (позајмица) | 2016/17. | Прва лига Србије | 28  | 1 | 1 | 0 | — | — | — | — | 29  | 1 |  |  |
|                      |          |                  |     |   |   |   |   |   |   |   |     |   |  |  |
| Рад                  | 2017/18. | Суперлига Србије | 10  | 0 | 1 | 0 | — | — | — | — | 11  | 0 |  |  |
|                      |          |                  |     |   |   |   |   |   |   |   |     |   |  |  |
| Бежанија             | 2018/19. | Прва лига Србије | 19  | 0 | 1 | 0 | — | — | — | — | 20  | 0 |  |  |
| Бежанија             | Укупно   | Укупно           | 56  | 2 | 2 | 0 | — | — | — | — | 58  | 2 |  |  |
|                      |          |                  |     |   |   |   |   |   |   |   |     |   |  |  |
| Мачва Шабац          | 2018/19. | Суперлига Србије | 14  | 0 | — | — | — | — | — | — | 14  | 0 |  |  |
| Мачва Шабац          | 2019/20. | Суперлига Србије | 26  | 0 | 2 | 0 | — | — | — | — | 28  | 0 |  |  |
| Мачва Шабац          | 2020/21. | Суперлига Србије | 34  | 1 | 1 | 0 | — | — | — | — | 35  | 1 |  |  |
| Мачва Шабац          | Укупно   | Укупно           | 74  | 1 | 3 | 0 | — | — | — | — | 77  | 1 |  |  |
|                      |          |                  |     |   |   |   |   |   |   |   |     |   |  |  |
| Вождовац             | 2021/22. | Суперлига Србије | 31  | 1 | 0 | 0 | — | — | — | — | 31  | 1 |  |  |
| Вождовац             | 2022/23. | Суперлига Србије | 33  | 1 | 1 | 0 | — | — | — | — | 34  | 1 |  |  |
| Вождовац             | 2023/24. | Суперлига Србије | 0   | 0 | — | — | — | — | — | — | 0   | 0 |  |  |
| Вождовац             | Укупно   | Укупно           | 64  | 2 | 1 | 0 | — | — | — | — | 65  | 2 |  |  |
|                      |          |                  |     |   |   |   |   |   |   |   |     |   |  |  |
| Каријера             | Каријера | Каријера         | 204 | 5 | 7 | 0 | 0 | 0 | — | — | 211 | 5 |  |  |
|                      |          |                  |     |   |   |   |   |   |   |   |     |   |  |  |

### Репрезентативна
Ажурирано 27. јануара 2023.
| Србија | Србија  | Србија |
| Године | Наступа | Голова |
| ------ | ------- | ------ |
| 2023.  | 1       | 0      |
| Укупно | 1       | 0      |

## Збирни извори
1. ↑  [7][8]
2. ↑  [9][10][11][12]
3. ↑  [13][14][15]
4. ↑  [18][19][20]
5. ↑  [22][23][24]
6. ↑  [34][35][36]
7. ↑  [37][38][39]
8. ↑  [46][47]